# Huerta (Salamanca)
Huerta egy község Spanyolországban, Salamanca tartományban. Huerta Aldearrubia, Babilafuente, Cordovilla, Encinas de Abajo, Villagonzalo de Tormes és Calvarrasa de Abajo községekkel határos. Lakosainak száma 285 fő (2024).

## Népesség
A település népessége az elmúlt években az alábbi módon változott:
| Lakosok száma | 293  | 278  | 309  | 313  | 334  | 309  | 298  | 284  | 278  | 285  |
|               | 2001 | 2004 | 2007 | 2009 | 2012 | 2014 | 2017 | 2019 | 2022 | 2024 |